# Shangri-la (Gerard Joling)
Shangri-la is een single van Gerard Joling.

## Achtergrond
Joling had als winnaar van de Soundmixshow al minstens zeven hits gescoord in de Single Top 100, toen hij gevraagd werd mee te doen aan het Nationaal Songfestival 1988 en Eurovisiesongfestival 1988. Op de nationale variant zong hij zes liedjes waarvan een 55-koppige jury Shangri-la het best vond. Dat werd uitgezonden naar het Eurovisiesongfestival en Joling zong het daar in het Nederlands. Voor de zekerheid werd meteen ook een Engelse versie opgenomen, die A-kant werd van de single. Op het Eurovisiesongfestival werd Joling negende in een veld van eenentwintig. Winnares was toen een (behalve in Canada en Frankrijk) nog vrijwel onbekende Céline Dion, tweede werd Scott Fitzgerald, toen al bekend met If I had words (met Yvonne Keeley). Shangri-la, over het gelijknamige paradijs, was geschreven door Peter de Wijn met arrangement van Hans Hollestelle. Harry van Hoof ondersteunde Joling met het orkest tijdens het festival; het was zijn tiende songfestival. In het achtergrondkoor zong onder meer Lisa Boray en Justine Pelmelay.

## Hitnotering
Shangri-la scoorde goed in de hitparades, maar niet zo goed als bijvoorbeeld de eerdere single Ticket to the tropics.

### Nederlandse Top 40
| Positie: | 38 | 29 | 23 | 21 | 20 | 33 | uit |

### NederlandseSingle Top 100
| Positie: | 62 | 44 | 31 | 19 | 14 | 25 | 38 | 52 | 73 | 99 | uit |

### BelgischeBRT Top 30
| Positie: | 22 | 12 | 12 | 20 | uit |

### VlaamseUltratop 50
| Positie: | 33 | 18 | 15 | 26 | uit |

1956: De vogels van Holland / Voorgoed voorbij · 1957: Net als toen · 1958: Heel de wereld · 1959: 'n Beetje · 1960: Wat een geluk · 1961: Wat een dag · 1962: Katinka · 1963: Een speeldoos · 1964: Jij bent mijn leven · 1965: 't Is genoeg · 1966: Fernando en Filippo · 1967: Ring-dinge-ding · 1968: Morgen · 1969: De troubadour · 1970: Waterman · 1971: Tijd · 1972: Als het om de liefde gaat · 1973: De oude muzikant · 1974: Ik zie een ster · 1975: Ding-a-dong · 1976: The party's over · 1977: De mallemolen · 1978: 't Is O.K. · 1979: Colorado · 1980: Amsterdam · 1981: Het is een wonder · 1982: Jij en ik · 1983: Sing me a song · 1984: Ik hou van jou · 1986: Alles heeft ritme · 1987: Rechtop in de wind · 1988: Shangri-la · 1989: Blijf zoals je bent · 1990: Ik wil alles met je delen · 1992: Wijs me de weg · 1993: Vrede · 1994: Waar is de zon · 1996: De eerste keer · 1997: Niemand heeft nog tijd · 1998: Hemel en aarde · 1999: One good reason · 2000: No goodbyes · 2001: Out on my own · 2003: One more night · 2004: Without you · 2005: My impossible dream · 2006: Amambanda · 2007: On top of the world · 2008: Your heart belongs to me · 2009: Shine · 2010: Ik ben verliefd (sha-la-lie) · 2011: Never alone · 2012: You and me · 2013: Birds · 2014: Calm after the storm · 2015: Walk along · 2016: Slow down · 2017: Lights and shadows · 2018: Outlaw in 'em · 2019: Arcade · 2020: Grow · 2021: Birth of a new age · 2022: De diepte · 2023: Burning daylight · 2024: Europapa